# Леконт, Анри
Анри́ Леко́нт (фр. Henri Leconte; род. 4 июля 1963 в Лиллере, Па-де-Кале) — бывший французский профессиональный теннисист. Победитель Открытого чемпионата Франции 1984 года в мужском парном разряде, обладатель Кубка Дэвиса 1991 года и командного Кубка мира 1986 года в составе сборной Франции.

## Спортивная карьера

### Начало карьеры
Высшим достижением юниорской карьеры Анри Леконта стал выигрыш Открытого чемпионата Франции среди юношей в 1980 году. К этому моменту от него отказалась Федерация тенниса Франции, где посчитали, что молодой игрок недостаточно дисциплинирован, чтобы добиваться высоких результатов. После этого с ним начал работать румын Ион Цириак, разглядевший в Леконте «больше таланта, чем у любого из них». С 1981 года Леконт выступает в ранге профессионала. В том же году он выиграл свой первый профессиональный турнир, победив в ноябре в Болонье в паре с американцем Сэмми Джаммалвой.
В 1982 году Леконт выиграл все пять турниров класса «Сателлит», разыгрывавшихся во Франции на разных покрытиях. В июле он провёл свой первый матч за сборную Франции в Кубке Дэвиса, победив в паре с Янником Ноа соперников из ЧССР, а в ноябре в Стокгольме выиграл свой первый турнир АТР в одиночном разряде, взяв верх в финале над хозяином турнира Матсом Виландером. За год он также выиграл три турнира в парном разряде, два из них с Ноа. Со сборной он дошёл до финала Кубка Дэвиса, но в финальной встрече ничего не смог противопоставить соперникам из США и уступил во всех трёх играх. В 1983 году он дважды уступал в финалах турниров АТР знаменитым соперникам (Гильермо Виласу и Джону Макинрою), выиграл один турнир в парах и дошёл вместе с Ноа до финала престижного турнира в Монте-Карло, а со сборной дошёл до полуфинала Кубка Дэвиса. Он закончил год в числе 30 сильнейших теннисистов мира в одиночном разряде.

### 1984—1988
В 21 год Леконт расстался со своим менеджером Цириаком, в основном потому, что жена француза хотела играть более заметную роль в его карьере, а Цириак не терпел вмешательства членов семьи в спортивные дела. Тем не менее расставание было полюбовным, и Леконт и Цириак остались друзьями. Главные успехи Леконта в 1984 году связаны с выступлениями в парном разряде. За год он снова выиграл три турнира, в том числе вместе с Ноа — Открытый чемпионат Франции. На его счету также одна победа в одиночном разряде. В начале 1985 года он достиг шестого места в рейтинге теннисистов в парном разряде, высшего в своей парной карьере. В конце того же года он вторично вышел в финал турнира Большого шлема в парном разряде, на этот раз на Открытом чемпионате США, где они с Ноа уступили в четырёх сетах, три из которых закончились тай-брейком, одной из лучших пар мира, Роберту Сегусо и Кену Флэку. Леконт также продолжал продвигаться вверх в табели о рангах в одиночном разряде, выиграв два турнира, ещё раз дойдя до финала и дважды пробившись в четвертьфинал турниров Большого шлема. Ему удалось несколько раз победить соперников из первой десятки мирового тенниса: на командном чемпионате мира он взял верх над Виландером и Иваном Лендлом, которого победил также на Уимблдоне, а кроме того, дважды за сезон одолел Андреса Гомеса. Ему также удалось обыграть Ноа — на тот момент лучшего игрока Франции — в пятисетовом матче на «Ролан Гаррос», который спортивный журналист Джон Фейнстейн называет одним из лучших матчей, когда-либо состоявшихся в Париже. В итоге он сам вошёл в число десяти сильнейших теннисистов мира и завоевал право на участие в итоговом турнире Мастерс, проходившем в начале января 1986 года; там, однако, в первом же круге его остановил взявший реванш Гомес. В то же время в выступлениях за сборную Леконт одержал только две победы при четырёх поражениях, и в итоге его команда выбыла из Мировой группы Кубка Дэвиса.
Леконт реабилитировался как командный игрок в 1986 году, когда на командном чемпионате мира одержал семь побед в восьми матчах и привёл сборную Франции к победе в этом турнире. Со сборной он также выиграл, победив во всех шести своих матчах, Европейскую группу Кубка Дэвиса, вернув команду в Мировую группу. В этом сезоне он относительно мало выступал в парах, но сумел дойти с американцем Шервудом Стюартом до полуфинала Открытого чемпионата Франции. В одиночном разряде он дошёл до полуфинала не только во Франции, но и на Уимблдоне, где уступил Борису Беккеру. На Открытом чемпионате США он пробился в четвертьфинал, а затем, после двух побед подряд в турнирах АТР в сентябре, поднялся на пятое место в рейтинге среди теннисистов-одиночников — самое высокое за карьеру. Это позволило ему второй год подряд принять участие в турнире Мастерс, но там он проиграл все три встречи на групповом этапе и не вышел из группы. В следующем году, однако, череда его успехов подошла к концу. Его высшими достижениями в этом году стали выходы в четвертьфинал Уимблдонского турнира и полуфинал престижного турнира в Париже, и в итоге он выбыл из числа 20 сильнейших теннисистов мира, а в парах, где играл много, но малоуспешно, даже за пределы первой сотни.
В 1988 году состоялось возвращение Леконта в ряды теннисной элиты. Он четырежды играл в финалах турниров в одиночном разряде, в том числе в Открытом чемпионате Франции, где уступил Виландеру. Два из этих турниров он выиграл и в третий раз в карьере завоевал право на участие в турнире Мастерс, однако там снова не сумел выйти из группы, одержав только одну победу над Стефаном Эдбергом. В парном разряде ему удалось дойти до четвертьфинала на Олимпиаде в Сеуле, где его партнёром был Ги Форже. С Форже они также выиграли турнир в Ницце и несколько раз доходили до полуфиналов на других турнирах, а с Иваном Лендлом Леконт вышел в финал турнира в Монте-Карло. Со сборной он добрался до полуфинала Кубка Дэвиса. Отношения с французской публикой, однако, оказались испорчены после резкой речи, произнесённой Леконтом после поражения от Виландера на Открытом чемпионате Франции.

### 1989—1996
В мае 1989 года Леконт перенёс операцию на позвоночнике и выбыл из соревнований до сентября. Возвращение в форму затянулось, и он снова потерял место в числе лучших теннисистов мира. Он вернулся в сотню сильнейших только к маю 1990 года. Весной этого года его тренером стал Патрис Агелауэр — бывший тренер Ноа и его собственный первый тренер (в семилетнем возрасте). Возвращение в первую сотню состоялось после выхода в полуфинал турнира в Монте-Карло, включённого в недавно созданную серию наиболее престижных турниров АТР-тура, АТР Мастерс, по пути к которому Леконт победил Гомеса, на тот момент девятую ракетку мира, а сразу после этого он вернулся и в топ-50, дойдя до полуфинала ещё одного турнира АТР Мастерс в Гамбурге и победив по дороге шестую ракетку мира Аарона Крикштейна. Затем по пути в четвертьфинал Открытого чемпионата Франции он одолел Андрея Чеснокова, десятую ракетку мира, но, не успев восстановиться после изнурительного пятисетового поединка, уступил уже в следующем круге. В дальнейшем ему не удалось развить достигнутые на грунтовом покрытии успехи, и он закончил сезон на 30-м месте в рейтинге.
В 1991 году Леконт добивается своего высшего успеха как командный игрок: со сборной Франции он завоёвывает Кубок Дэвиса. За этот сезон он выиграл все шесть своих матчей, в том числе в финале у Пита Сампраса в одиночном разряде и у олимпийских чемпионов Сегусо и Флэка — в паре с Форже. На индивидуальном уровне он не блистал, только один раз выйдя в финал турнира в парном разряде, и закончил сезон за пределами первой сотни как в парах, так и в одиночном разряде. В 1992 году он дошёл до полуфинала Открытого чемпионата Франции в одиночном разряде, завоевав право выступить в Кубке Большого шлема. В этом турнире, четвёртом итоговом турнире сезона за карьеру, он дошёл до второго круга, где проиграл Сампрасу.
Последние значительные успехи в карьере Леконта датируются 1993 годом. В этом году, занимая только 141 строчку в рейтинге, он выиграл турнир в Халле, одолев последовательно десятую ракетку мира Петра Корду и девятую — Андрея Медведева. В этом году он также выиграл в паре с Форже турнир АТР Мастерс в Индиан-Уэллс. В итоге он закончил год в первой сотне рейтинга в парном разряде и на самом её пороге в одиночном. Свой последний финал на турнире АТР он провёл в том же Халле в 1994 году, где на этот раз Форже победил его в финале турнира пар. Свои последние матчи в профессиональных турнирах он сыграл в октябре 1996 года на «челленджере» во французском Бресте.

## Позиция в рейтинге АТР в конце сезона
| Год  | Одиночный разряд | Парный разряд |
| ---- | ---------------- | ------------- |
| 1996 | 1001             | 792           |
| 1995 | 134              | 303           |
| 1994 | 94               | 178           |
| 1993 | 101              | 92            |
| 1992 | 61               | 147           |
| 1991 | 161              | 106           |
| 1990 | 30               | 153           |
| 1989 | 115              | 653           |
| 1988 | 9                | 35            |
| 1987 | 21               | 129           |
| 1986 | 6                | 93            |
| 1985 | 16               | 22            |
| 1984 | 27               | 7             |
| 1983 | 28               | 55            |

## Участие в финалах турниров за карьеру (35)

### Одиночный разряд (16)

#### Победы (9)
| №  | Дата             | Турнир                                         | Покрытие | Соперник в финале | Счёт в финале       |
| -- | ---------------- | ---------------------------------------------- | -------- | ----------------- | ------------------- |
| 1. | 1 ноября 1982    | Открытый чемпионат Стокгольма, Швеция          | Хард (i) | Матс Виландер     | 7-64, 6-3           |
| 2. | 16 июля 1984     | Mercedes Cup, Штутгарт, Германия               | Грунт    | Джин Майер        | 7-69, 6-0, 1-6, 6-1 |
| 3. | 8 апреля 1985    | Nice International Open, Франция               | Грунт    | Виктор Печчи      | 6-4, 6-4            |
| 4. | 9 декабря 1985   | Family Circle NSW Open, Сидней, Австралия      | Трава    | Келли Эвернлен    | 6-76, 6-2, 6-3      |
| 5. | 8 сентября 1986  | Женева, Швейцария                              | Грунт    | Тьерри Тулан      | 7-5, 6-3            |
| 6. | 15 сентября 1986 | Открытый Гран-при Германии по теннису, Гамбург | Грунт    | Милослав Мечирж   | 6-2, 5-7, 6-4, 6-2  |
| 7. | 11 апреля 1988   | Swatch Open, Ницца (2)                         | Грунт    | Жером Потье       | 6-2, 6-2            |
| 8. | 21 ноября 1988   | Брюссель, Бельгия                              | Ковёр    | Якоб Гласек       | 7-63, 7-66, 6-4     |
| 9. | 14 июня 1993     | Gerry Weber Open, Халле, Германия              | Трава    | Андрей Медведев   | 6-2, 6-3            |

#### Поражения (7)
| №  | Дата            | Турнир                                          | Покрытие | Соперник в финале | Счёт в финале  |
| -- | --------------- | ----------------------------------------------- | -------- | ----------------- | -------------- |
| 1. | 18 июля 1983    | Кицбюэль, Австрия                               | Грунт    | Гильермо Вилас    | 6-7, 6-4, 4-6  |
| 2. | 10 октября 1983 | Australian Indoors, Сидней                      | Хард (i) | Джон Макинрой     | 1-6, 4-6, 5-7  |
| 3. | 6 февраля 1984  | U.S. National Indoor Championships, Мемфис, США | Ковёр    | Джимми Коннорс    | 3-6, 6-4, 5-7  |
| 4. | 14 октября 1985 | Australian Indoors (2)                          | Хард (i) | Иван Лендл        | 4-6, 4-6, 6-76 |
| 5. | 16 июня 1986    | Бристоль, Великобритания                        | Трава    | Виджай Амритраж   | 6-76, 6-1, 6-8 |
| 6. | 25 апреля 1988  | Открытый Гран-при Германии по теннису, Гамбург  | Грунт    | Кент Карлссон     | 2-6, 1-6, 4-6  |
| 7. | 23 мая 1988     | Открытый чемпионат Франции, Париж               | Грунт    | Матс Виландер     | 7-5, 6-2, 6-1  |

### Парный разряд (19)

#### Победы (10)
| №   | Дата        | Турнир                                    | Покрытие | Партнёр         | Соперники в финале            | Счёт в финале           |
| --- | ----------- | ----------------------------------------- | -------- | --------------- | ----------------------------- | ----------------------- |
| 1.  | 23 ноя 1981 | Болонья, Италия                           | Ковёр    | Сэмми Джаммалва | Балаж Тароци Томаш Шмид       | 7-6, 6-4                |
| 2.  | 29 мар 1982 | Donnay International Open, Ницца, Франция | Грунт    | Янник Ноа       | Пол Макнами Балаж Тароци      | 5-7, 6-4, 6-3           |
| 3.  | 11 окт 1982 | Swiss Indoors, Базель                     | Хард (i) | Янник Ноа       | Фриц Бюнинг Павел Сложил      | 6-2, 6-2                |
| 4.  | 18 окт 1982 | Вена, Австрия                             | Ковёр    | Павел Сложил    | Марк Диксон Терри Мур         | 6-1, 7-6                |
| 5.  | 11 апр 1983 | Экс-ан-Прованс, Франция                   | Грунт    | Жиль Мореттон   | Иван Камус Серхио Касаль      | 2-6, 6-1, 6-2           |
| 6.  | 28 мая 1984 | Открытый чемпионат Франции, Париж         | Грунт    | Янник Ноа       | Павел Сложил Томаш Шмид       | 6-4, 2-6, 3-6, 6-3, 6-2 |
| 7.  | 23 июл 1984 | Кицбюэль, Австрия                         | Грунт    | Паскаль Порте   | Колин Даудсвелл Войцех Фибак  | 2-6, 7-6, 7-6           |
| 8.  | 29 окт 1984 | Открытый чемпионат Стокгольма, Швеция     | Хард (i) | Томаш Шмид      | Виджай Амритраж Илие Нэстасе  | 3-6, 7-6, 6-4           |
| 9.  | 11 апр 1988 | Swatch Open, Ницца (2)                    | Грунт    | Ги Форже        | Хайнц Гюнтхардт Диего Наргисо | 4-6, 6-3, 6-4           |
| 10. | 1 мар 1993  | Newsweek Champions Cup, Индиан-Уэллс, США | Хард     | Ги Форже        | Люк Дженсен Скотт Мелвилл     | 6-4, 7-5                |

#### Поражения (9)
| №  | Дата        | Турнир                                              | Покрытие | Партнёр      | Соперники в финале           | Счёт в финале      |
| -- | ----------- | --------------------------------------------------- | -------- | ------------ | ---------------------------- | ------------------ |
| 1. | 19 апр 1982 | Борнмут, Великобритания                             | Грунт    | Илие Нэстасе | Пол Макнами Бастер Моттрам   | 6-3, 6-7, 3-6      |
| 2. | 28 мар 1983 | Monte-Carlo Open, Монако                            | Грунт    | Янник Ноа    | Хайнц Гюнтхардт Балаж Тароци | 2-6, 4-6           |
| 3. | 23 янв 1984 | U.S. Pro Indoor, Филадельфия, США                   | Ковёр    | Янник Ноа    | Джон Макинрой Питер Флеминг  | 2-6, 3-6           |
| 4. | 27 авг 1985 | Открытый чемпионат США, Нью-Йорк                    | Хард     | Янник Ноа    | Роберт Сегусо Кен Флэк       | 7-6, 6-7, 6-7, 0-6 |
| 5. | 18 апр 1988 | Monte-Carlo Open (2)                                | Грунт    | Иван Лендл   | Серхио Касаль Эмилио Санчес  | 0-6, 3-6           |
| 6. | 11 июн 1990 | Stella Artois Championships, Лондон, Великобритания | Трава    | Иван Лендл   | Джереми Бейтс Кевин Каррен   | 2-6, 6-7           |
| 7. | 4 мар 1991  | Newsweek Champions Cup, Индиан-Уэллс, США           | Хард     | Ги Форже     | Джим Курье Хавьер Санчес     | 6-7, 6-3, 3-6      |
| 8. | 5 окт 1992  | Тулуза, Франция                                     | Хард (i) | Ги Форже     | Брэд Пирс Байрон Талбот      | 1-6, 6-3, 3-6      |
| 9. | 13 июн 1994 | Gerry Weber Open, Халле, Германия                   | Трава    | Гэри Мюллер  | Оливье Делатр Ги Форже       | 4-6, 7-6, 4-6      |

### Командные турниры

#### Победы (2)
| №  | Год  | Турнир               | Команда                                 | Соперник в финале                             | Счёт в финале |
| -- | ---- | -------------------- | --------------------------------------- | --------------------------------------------- | ------------- |
| 1. | 1986 | Командный Кубок мира | Франция · А. Леконт, Т. Тулан, Г. Форже | Швеция · М. Виландер, Й. Нюстрём, А. Яррид    | 2-1           |
| 2. | 1991 | Кубок Дэвиса         | Франция А. Леконт, Г. Форже             | США А. Агасси, П. Сампрас, Р. Сегусо, К. Флэк | 3-1           |

#### Поражения (1)
| №  | Год  | Турнир       | Команда                   | Соперник в финале                     | Счёт в финале |
| -- | ---- | ------------ | ------------------------- | ------------------------------------- | ------------- |
| 1. | 1982 | Кубок Дэвиса | Франция А. Леконт, Я. Ноа | США Д. Майер, Д. Макинрой, П. Флеминг | 1-4           |

## Участие в центральных турнирах за карьеру

### Одиночный разряд
| Турнир                       | 1980 | 1981 | 1982 | 1983 | 1984 | 1985 | 1986 | 1987 | 1988 | 1989 | 1990 | 1991 | 1992 | 1993 | 1994 | 1995 | 1996 | Итого  | В/П за карьеру |
| ---------------------------- | ---- | ---- | ---- | ---- | ---- | ---- | ---- | ---- | ---- | ---- | ---- | ---- | ---- | ---- | ---- | ---- | ---- | ------ | -------------- |
| Открытый чемпионат Австралии | A    | A    | A    | A    | A    | 4R   | A    | 3R   | 3R   | 1R   | 3R   | 1R   | A    | A    | 2R   | A    | A    | 0 / 7  | 8-7            |
| Открытый чемпионат Франции   | 1R   | 1R   | 1R   | 2R   | 2R   | 1/4  | 1/2  | 1R   | Ф    | A    | 1/4  | 2R   | 1/2  | 1R   | 1R   | A    | 1R   | 0 / 15 | 27-15          |
| Уимблдонский турнир          | A    | 2R   | 1R   | 2R   | A    | 1/4  | 1/2  | 1/4  | 4R   | A    | 2R   | 3R   | 3R   | 4R   | 1R   | 1R   | A    | 0 / 13 | 26-13          |
| Открытый чемпионат США       | A    | A    | 1R   | A    | 3R   | 4R   | 1/4  | 4R   | 3R   | A    | 2R   | A    | 3R   | 1R   | A    | A    | A    | 0 / 9  | 17-9           |
| Мастерс / Чемпионат мира АТР | A    | A    | A    | A    | A    | 1R   | RR   | A    | RR   | A    | A    | A    | A    | A    | A    | A    | A    | 0 / 3  | 1-6            |
| Олимпийские игры             | -    | -    | -    | -    | -    | -    | -    | -    | 2R   | -    | -    | -    | 2R   | -    | -    | -    | A    | 0 / 2  | 2-2            |

### Парный разряд
| Турнир                       | 1980 | 1981 | 1982 | 1983 | 1984 | 1985 | 1986 | 1987 | 1988 | 1989 | 1990 | 1991 | 1992 | 1993 | 1994 | 1995 | 1996 | Итого  | В/П за карьеру |
| ---------------------------- | ---- | ---- | ---- | ---- | ---- | ---- | ---- | ---- | ---- | ---- | ---- | ---- | ---- | ---- | ---- | ---- | ---- | ------ | -------------- |
| Открытый чемпионат Австралии | A    | A    | A    | A    | A    | A    | A    | 3R   | A    | A    | 1/4  | A    | A    | A    | A    | A    | A    | 0 / 2  | 4-2            |
| Открытый чемпионат Франции   | 1R   | 1R   | 2R   | 1R   | П    | 3R   | 1/2  | A    | A    | A    | A    | A    | 2R   | 1/4  | 1R   | A    | 1R   | 1 / 11 | 17-10          |
| Уимблдонский турнир          | A    | A    | A    | A    | A    | 2R   | 1R   | 2R   | A    | A    | A    | A    | A    | A    | A    | A    | A    | 0 / 3  | 2-3            |
| Открытый чемпионат США       | A    | 1R   | A    | A    | 1R   | Ф    | A    | 1R   | 2R   | A    | A    | A    | A    | A    | A    | A    | A    | 0 / 5  | 6-5            |
| Олимпийские игры             | -    | -    | -    | -    | -    | -    | -    | -    | 1/4  | -    | -    | -    | 2R   | -    | -    | -    | A    | 0 / 2  | 3-2            |